# Fritz Joost
Fritz Joost (* 14. Juli 1954) ist ein ehemaliger Schweizer Radrennfahrer und nationaler Meister im Radsport.

## Sportliche Laufbahn
Joost war im Strassenradsport und im Bahnradsport aktiv. Er war Teilnehmer der Olympischen Sommerspiele 1980 in Moskau. Im Mannschaftszeitfahren kam der Vierer der Schweiz mit Gilbert Glaus, Fritz Joost, Jürg Luchs und Richard Trinkler auf den 14. Rang.
1977 siegte er in der nationalen Meisterschaft im Sprint. Im 1000-Meter-Zeitfahren wurde er von 1975 bis 1977 jeweils Dritter der Meisterschaft. 1980 gewann er den Titel im Strassenrennen der Amateure. In der Stausee-Rundfahrt Klingnau war er 1977 vor Hansruedi Keller erfolgreich. Mit der Nationalmannschaft bestritt er 1977 das britische Milk Race.